# مجلة الحوسبة اللينة في الهندسة المدنية
مجلة الحوسبة اللينة في الهندسة المدنية هي مجلة علمية فصلية مفتوحة الوصول تخضع لمراجعة الأقران وتغطي تطبيقات الحوسبة اللينة في الهندسة المدنية. المجلة مفهرسة وملخص في Scopus.